# Anna Uherská
Anna Uherská (1226/27? – po 1270) byla mačevskou vévodkyní, manželkou Rostislava Haličského.

## Život
Anna byla oblíbenou dcerou uherského krále Bély IV. a Marie z rodu Laskarisů. Roku 1243 se provdala za Rostislava Haličského, syna sv. Michala Černigovského z rodu Rurikovců, který na dvůr uherského krále uprchl před Tatary.
| „                           | Rostislav byl pronásledován Tatary do Borku, utekl do Uher a uherský král za něj provdal svou dceru. | “ |
| — Haličsko-volyňský letopis | |   |

Rostislav se stal díky tchánově výpadu do Bosny po roce 1250 mačevským vévodou se sídlem v Bělehradě. Roku 1256 byl zprostředkovatelem mírového jednání mezi nikajským císařem Theodorem II. a Bulharskem, které se později pokoušel získat pro sebe. Pomáhal svému Bélovi při válce s Přemyslem Otakarem II., zúčastnil se bitvy u Kressenbrunnu a po uzavření míru se stal tchánem českého krále. Poté společně se švagrem Štěpánem (V.) napadl Bulharsko a o dva roky později zemřel. Synové si sice rozdělili otcovo území, ale neustále museli odolávat výpadům svého strýce Štěpána, mladšího uherského krále.
Ovdovělá Anna se zdržovala na uherském území asi do roku 1270, kdy zemřel její otec Béla IV., poté část uherské šlechty včetně Anny raději odešla do českého exilu. Anna s sebou tehdy na dvůr Přemysla Otakara II. a své dcery Kunhuty přinesla část královského pokladu a snad i korunu sv. Štěpána. Závišův kříž pravděpodobně pochází právě z této kolekce. Další osud vévodkyně není dostatečně znám.

## Rodina
Vdala se za Rostislava Haličského. Měli spolu tyto potomky:
- Kunhuta, manželka Přemysla Otakara II.
- Griffina, manželka Leška II. Černého
- Béla
- Michal
- dcera neznámého jména (možná Anna nebo Alžběta), manželka Michaela II. Asena a poté Kolomana II. Asena
- Markéta, jeptiška